# 奥登林山区赖谢尔斯海姆
奥登林山区赖谢尔斯海姆（德語：Reichelsheim (Odenwald)），简称赖谢尔斯海姆（德語：Reichelsheim，發音：[ˈʁaɪçl̩shaɪm] ⓘ），是德国黑森州达姆施塔特行政区奥登林山县的市镇，面积58.21平方千米，2023年12月31日人口为8,426人。